# سنت-مارتین-د-لامپس
سنت-مارتین-د-لامپس (به فرانسوی: Saint-Martin-de-Lamps) یک کمون و نمایندگی کامین در فرانسه است که در اندر واقع شده‌است. سنت-مارتین-د-لامپس ۱۵٫۶۱ کیلومتر مربع مساحت و ۱۶۲ نفر جمعیت دارد و ۱۴۱ متر بالاتر از سطح دریا واقع شده‌است.